# Sado (illa)
Sado (en japonès: 佐渡島, Sado-ga-shima o Sado-shima) és una illa del Japó que es troba a la costa occidental de Honshu.

## Situació i població
L'illa es troba al Mar del Japó, a uns 60 km al nord-oest de la ciutat de Niigata, a la prefectura de Niigata. El paisatge de l'illa es caracteritza pel vulcanisme, fet que explica per què la seva muntanya més elevada tingui més de 1000 m, tot i la petita superfície de 900 km² de l'illa.
El nombre d'habitants de l'illa és aproximadament 70.000, i anualment la visiten un total d'un milió de turistes. Les ciutats més importants de Sado són Sado, Ogi i Ryotsu. Cal destacar, en l'apartat cultural, que la companyia de tamborinaires taiko Kodo, internacionalment famosa, prové de la ciutat d'Ogi, al sud de l'illa.

## Història
L'illa de Sado va ser, durant segles, un refugi per a aquells qui eren perseguits per motius polítics, com hom demostren els casos de l'emperador Juntoku, el sacerdot Nichiren o Zeami, un dels creadors del teatre noh.

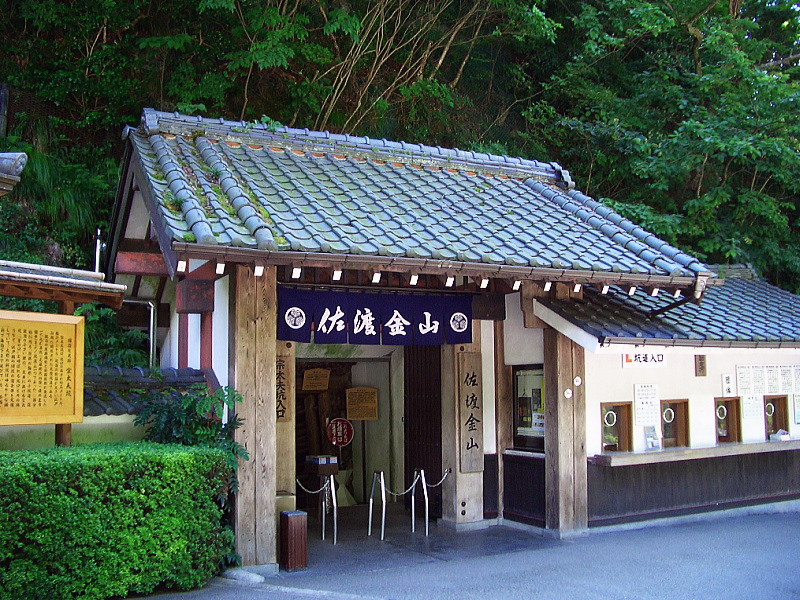
Entrada a una de les mines de la muntanya de l'or

Toyotomi Hideyoshi (1537-1598), el qual pels volts de l'any 1590 s'assegurà el domini de tot el Japó, i el seu exèrcit descobriren vetes d'or a l'illa. A les mines a cel obert que s'hi construïren després de la descoberta hi van haver de treballar sobretot presoners. Hideyoshi va frer servir l'or per a incrementar la seva influència (en suborns o bé per a motivar als seus homes). Els treballadors es trobaven sota la vigilància de samurais i havien de treballar en condicions molt dures. Per això l'illa no només se la va conèixer com a l'illa de l'or, sinó també com a l'illa de la mort, ja que la majoria dels treballadors, que o bé eren presoners de guerra o bé presoners comuns, van morir a causa d'aquestes condicions de treball tan dures.
Una làpida commemorativa budista s'aixecà, temps després, per recordar aquests treballadors anònims, i encara avui en dia s'hi resa amb l'esperança que els déus perdonin l'illa per aquell treball d'esclaus i aquella febre de l'or. Avui en dia la localització de les mines és fàcil de trobar gràcies al fet que la muntanya quedà dividida en dues.